# Таврические болгары
Таврические болгары (болг. таврийски българи) или болгары Таврии — этническая группа болгар, населяющая Северную Таврию с 1861 года. Являются потомками бессарабских болгар, проживающих в историческом регионе Буджак. Язык таврических болгар, так же как и бессарабских, сохранил некоторые староболгарские и диалектные слова и отличается от современного болгарского языка.

## Хронология

### Переселение в Бессарабию
В Бессарабии проживает большая группа болгар, поселившаяся там в ходе русско-турецких войн 1768—1774, 1806—1812 и 1828—1829 годов. Их количество к концу XIX века оценивается приблизительно в 100 тысяч человек.

### Переселение в Приазовье

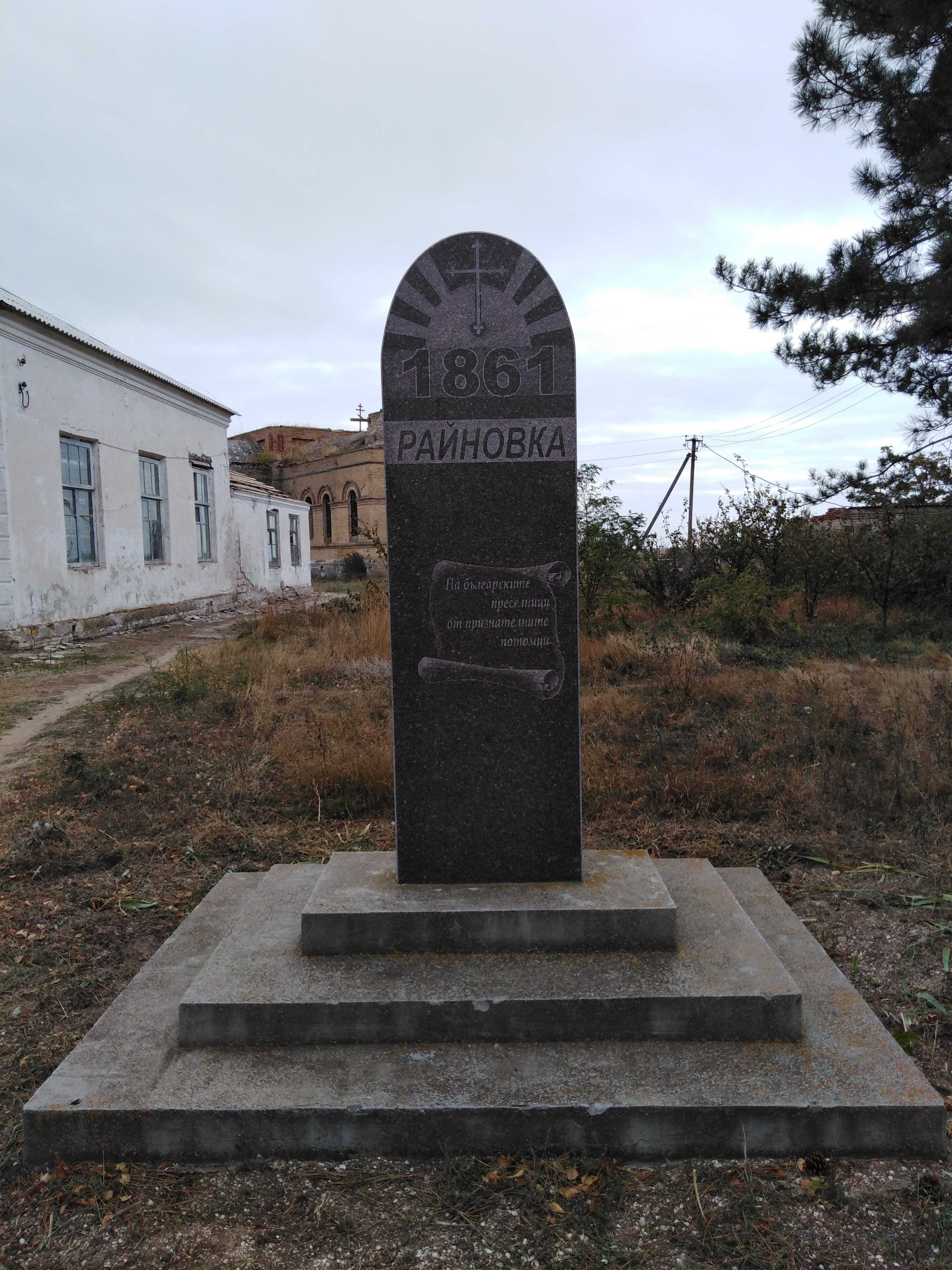
Памятный знак в Райновке: «Болгарским переселенцам от благодарных потомков»

После Крымской войны 1853—1856 годов Парижский мирный договор 1856 года разделил Бессарабию на две части. Южная часть вместе с 40 болгарскими колониями перешла от России Молдавскому княжеству — вассалу Османской империи. Молдавская администрация дала обещание сохранить прежние льготы, однако через три года лишила болгарское население обещанных ранее привилегий. Столкновение молдавских войск с болгарами 8 сентября 1860 года в Болграде, в котором было убито и ранено около 170 человек послужило толчком к массовой миграции болгар из Бессарабии в Приазовье.
В ноябре 1860 года в Одессу прибыли представители от болгарских колоний с просьбой о переселении первых трёх тысяч семей. 26 декабря 1860 года Император Александр II дал своё согласие и предоставил переселенцам льготы. Основные из них:
- освобождение на 8 лет от налогов
- пожизненное освобождение от рекрутской повинности
- выделение на семью по 125 рублей
- выделение на семью по 50 десятин земли

Осенью 1861 года жители нескольких колоний нелегально переходили границу из-за препятствий со стороны молдавских властей. В октябре началась выдача паспортов, переход границы продолжился, но удобное время для движения было упущено. Переселение осуществлялось партиями под руководством русских чиновников. Движение не прекращалось и зимой. Массовое переселение продолжилось весной 1862 года и шло до осени. Следующие несколько лет переезжали отдельные семьи.

## Население
В советский период в Приазовье существовало два болгарских национальных района. В 1926—1930 годах — Ботиевский (Цареводаровский) и в 1925—1939 годах — Коларовский. В этих районах издавалась болгарская литература, действовали болгарские сельсоветы и школы.
Численность болгар в Запорожской области по переписи 2001 года составляла около 27,4 тысяч человек. Сейчас болгары компактно проживают в следующих населенных пунктах Северного Приазовья между городами Бердянск и Мелитополь:

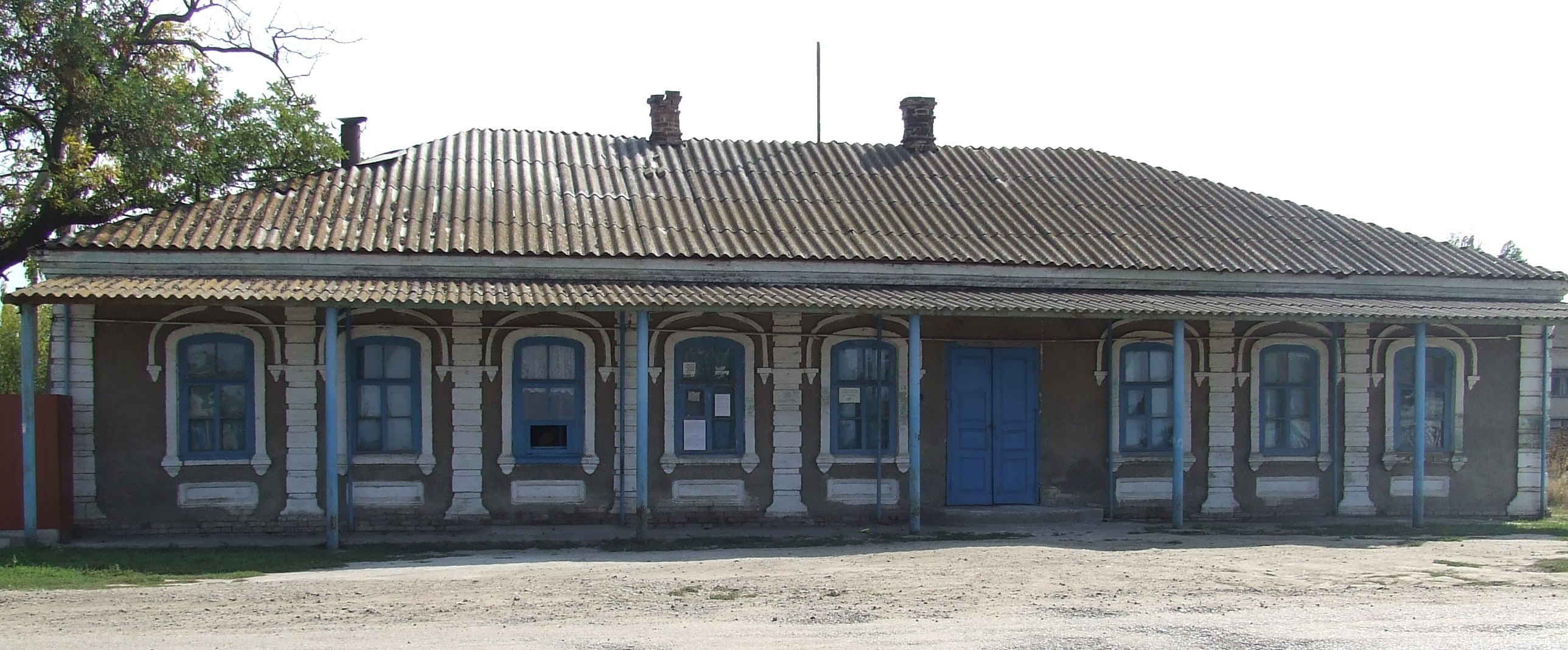
Торговая лавка болгар-колонистов в Преславе

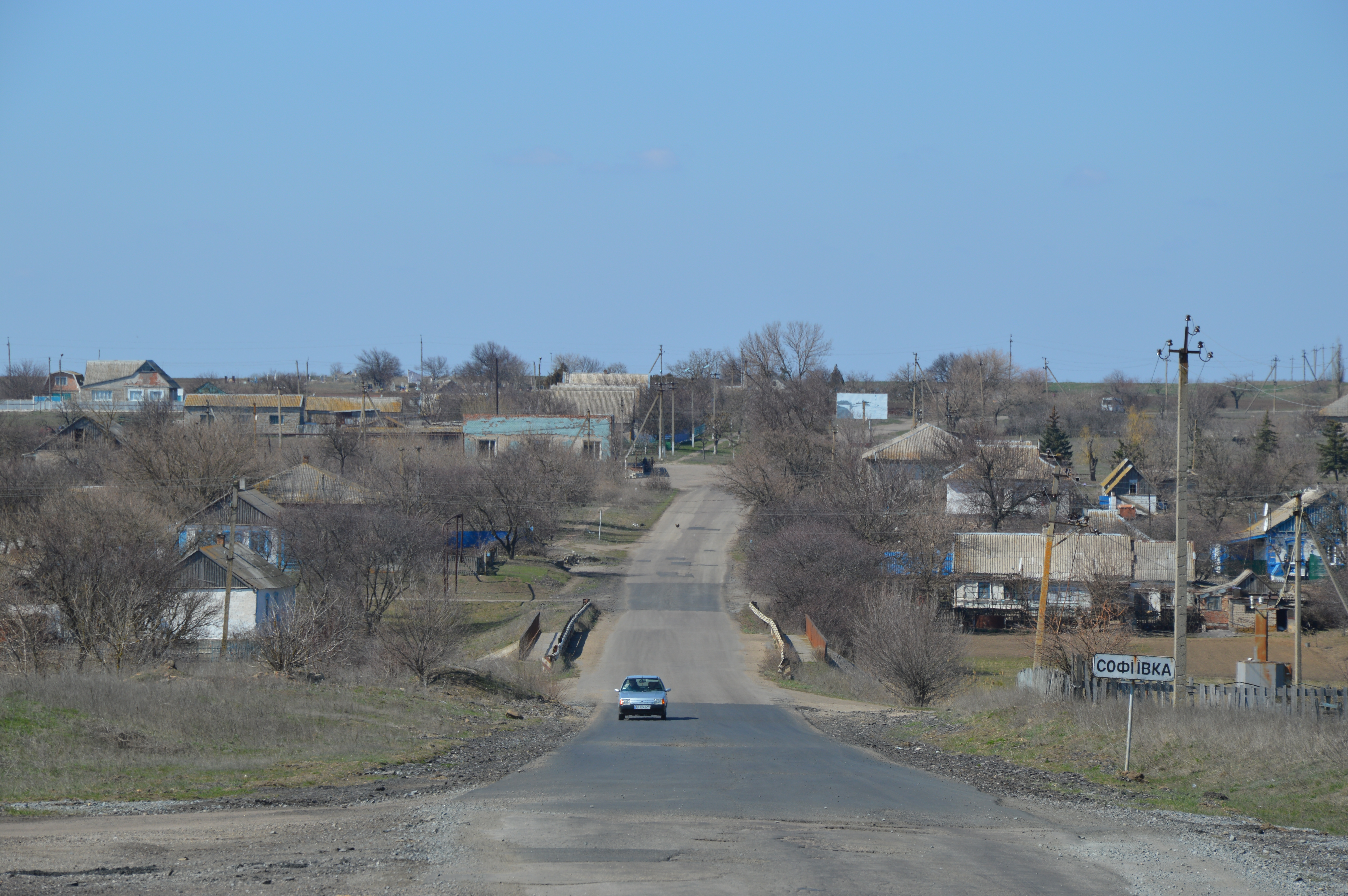
Софиевка

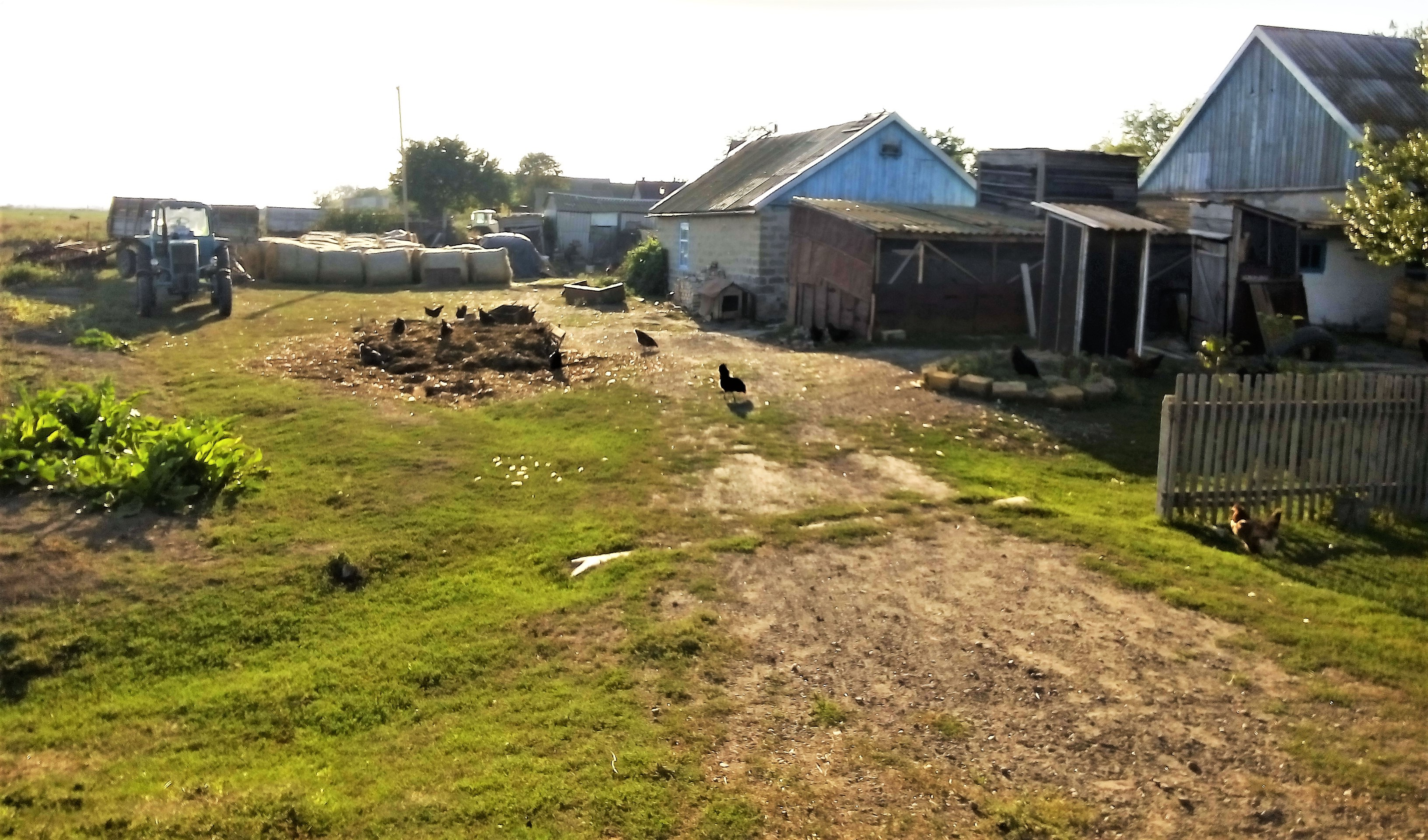
Хозяйство в Инзовке

| Название          | Жителей на 2001 год |
| ----------------- | ------------------- |
| Азовское          | 2473                |
| Андровка          | 1426                |
| Бановка           | 1144                |
| Богдановка        | 958                 |
| Ботево            | 1615                |
| Великая Терновка  | 729                 |
| Вячеславка        | 914                 |
| Гирсовка          | 1313                |
| Гюневка           | 601                 |
| Зеленовка         | 1014                |
| Инзовка           | 1339                |
| Лозоватка         | 695                 |
| Мануйловка        | 596                 |
| Мариновка         | 725                 |
| Надеждино         | 494                 |
| Николаевка        | 612                 |
| Петровка          | 799                 |
| Полоузовка        | 316                 |
| Преслав           | 2109                |
| Радоловка         | 407                 |
| Райновка          | 647                 |
| Софиевка          | 538                 |
| Софиевка          | 1128                |
| Степановка Вторая | 752                 |
| Строгановка       | 596                 |
| Трояны            | 1364                |
| Фёдоровка         | 510                 |